# Монтегю-Лораге
Монтегю́-Лораге́ (фр. Montégut-Lauragais, окс. Montagut de Lauragués) — коммуна во Франции, находится в регионе Юг — Пиренеи. Департамент — Верхняя Гаронна. Входит в состав кантона Ревель. Округ коммуны — Тулуза.
Код INSEE коммуны — 31371.

## География
Коммуна расположена приблизительно в 600 км к югу от Парижа, в 45 км к востоку от Тулузы.

## Климат
Климат умеренно-океанический. Зима мягкая и снежная, весна характеризуется сильными дождями и грозами, лето сухое и жаркое, осень солнечная. Преобладают сильные юго-восточные и северо-западные ветры.

## Население
Население коммуны на 2010 год составляло 469 человек.
| 1962 | 1968 | 1975 | 1982 | 1990 | 1999 | 2010 |
| ---- | ---- | ---- | ---- | ---- | ---- | ---- |
| 262  | 296  | 316  | 342  | 342  | 360  | 469  |

## Экономика
В 2010 году среди 297 человек трудоспособного возраста (15—64 лет) 221 были экономически активными, 76 — неактивными (показатель активности — 74,4 %, в 1999 году было 69,6 %). Из 221 активных жителей работали 199 человек (110 мужчин и 89 женщин), безработных было 22 (6 мужчин и 16 женщин). Среди 76 неактивных 22 человека были учениками или студентами, 26 — пенсионерами, 28 были неактивными по другим причинам.

## Достопримечательности
- Церковь Св. Мартина

## Фотогалерея
- Монтегю-Лораге
- Карта коммуны